# Коричневий карлик

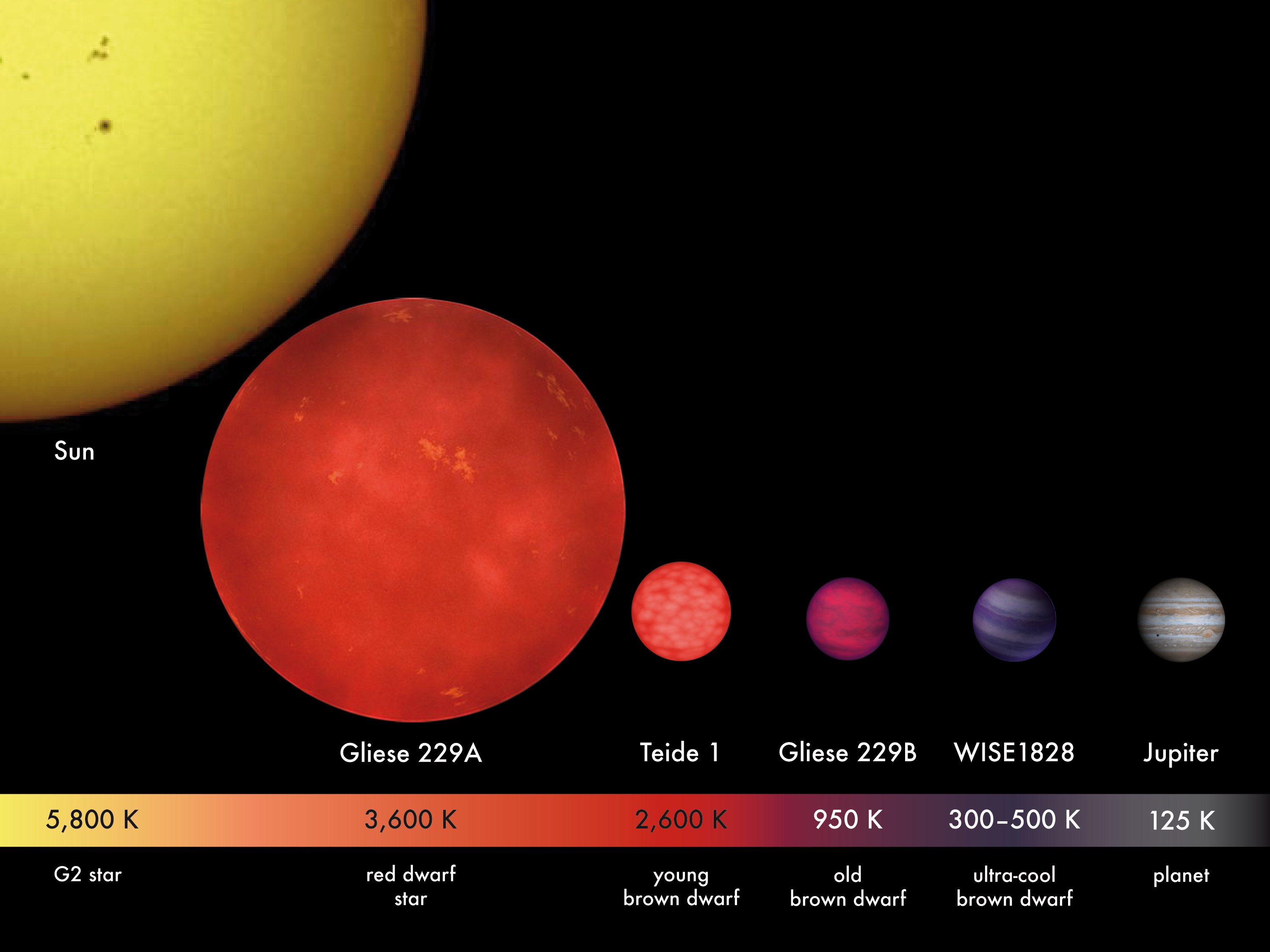
Порівняльне зображення Сонця, червоного карлика, коричневих карликів та Юпітера

Кори́чневий ка́рлик — самосвітний астрономічний об'єкт, у якого домінує вивільнення гравітаційної енергії шляхом стискання, хоча деяку роль відіграє енерговиділення внаслідок ядерних реакцій. Цей клас об'єктів є проміжним між планетами й зорями з масою в діапазоні приблизно від 0,013 до 0,075 M☉. На відміну від планет, коричневі карлики можуть підтримувати термоядерні реакції у своїх надрах, але, на відміну від зір, потужність реакцій у них ніколи не досягає їхньої світності, тому вони поступово стискаються та тьмяніють.
Коричневі карлики мають дуже низьку світність та температуру. Їх світність становить менше 0,04L☉ і зазвичай на порядки менше. Температура не перевищує 2800 K, а найхолодніші коричневі карлики мають температуру близько 300 K. Радіуси коричневих карликів, незалежно від їх мас, близькі до радіусу Юпітера. У їх центральних областях деякий час відбуваються термоядерні реакції: ядерне горіння дейтерію може йти навіть у найменш масивних коричневих карликах, а масивніші здатні підтримувати ядерне горіння літію або навіть ядерне горіння водню. Однак дейтерій та літій швидко вичерпуються, а горіння водню в коричневих карликах, на відміну від зір, швидко припиняється.
Попри відмінності між коричневими карликами та зорями й планетами, їх важко відрізнити як від одних, так і від інших. Найпотужніші й наймолодші коричневі карлики мають світність, порівняну з тьмяними зорями, а старі й маломасивні схожі на планети-гіганти. У першому випадку для визначення типу об'єкта можна виміряти кількість літію, який зорі витрачають швидше за коричневі карлики, а в другому — прискорення вільного падіння на поверхні, яке в коричневих карликів значно більше, ніж у планет. Коричневі карлики можуть належати до одного з чотирьох спектральних класів (у порядку зменшення температури): M, L, T, Y. До перших двох класів можуть належати також маломасивні зорі.
Коричневі карлики в основному формуються так, як і зорі: шляхом колапсу молекулярних хмар, хоча можливо, що маломасивні коричневі карлики формуються як планети: у масивних навколозоряних дисках. У другому випадку вони повинні мати тверде ядро, але також здатні підтримувати термоядерні реакції. Як і зорі, коричневі карлики після утворення деякий час підтримують горіння дейтерію, а після його вичерпання випромінюють енергію за рахунок гравітаційного стискання. На відміну від зір, коричневі карлики не виходять на головну послідовність, де досягали б рівноваги між випромінюванням та виділенням енергії за рахунок термоядерних реакцій, а припиняють стискання через виродження електронного газу. Імовірно, наприкінці своєї еволюції, втративши джерела енергії, коричневі карлики продовжують тьмяніти, перетворюючись на чорні карлики.
Теоретично існування коричневих карликів передбачив Шив Кумар 1963 року, а 1995 їх було виявлено; першим підтвердженим вважається Глізе 229 B. Надалі теоретичні моделі коричневих карликів покращувалися, а інфрачервоні огляди неба призвели до відкриття великої кількості коричневих карликів. На 2019 рік було відомо понад 11 тисяч таких об'єктів.

## Історія

### Передбачення
Припущення про існування коричневих карликів вперше висунув в 1963 році Шив Кумар з університету Вірджинії. З 1958 року Кумар досліджував еволюцію зір масою менше 0,1M☉ і виявив, що існує мінімальна маса, коли зоря здатна підтримувати горіння водню. Він оцінив цю масу у 0,07M☉ для об'єктів населення I та 0,09M☉ для населення II, причому ця оцінка практично не змінилася з того часу.
Спочатку Кумар запропонував називати об'єкти меншої маси чорними карликами, але цей термін вже використовувався для опису інших об'єктів. Сучасну назву «коричневий карлик» запровадила Джилл Тартер у 1975 році: хоча колір цих об'єктів радше червоний, але назва «червоний карлик» також вже була зайнята. Для цих об'єктів пропонувалися інші назви, наприклад, «інфрачервоний карлик», «екстремальний червоний карлик», але вони не поширилися.

### Відкриття

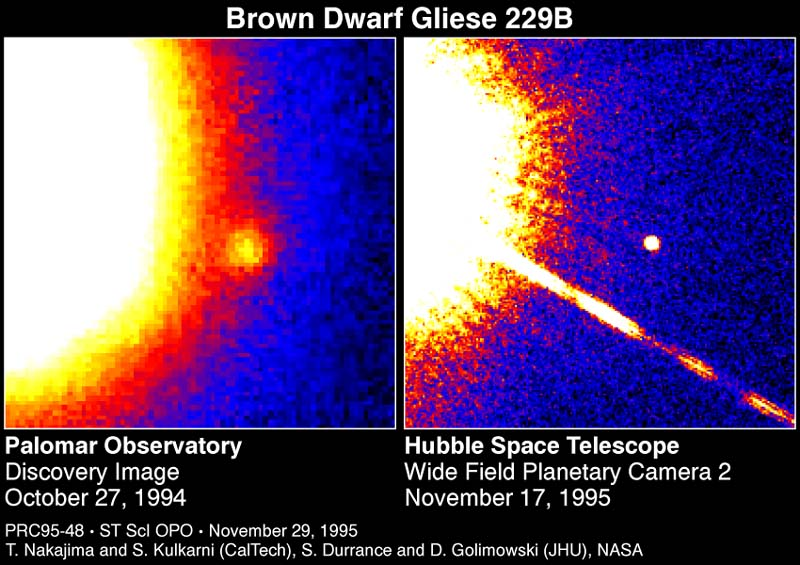
Gliese 229 B — коричневий карлик, який було відкрито одним із перших. Є одним із найвідоміших коричневих карликів.

Систематичні пошуки коричневих карликів у 1980-х та на початку 1990-х років тривалий час були безуспішними: було знайдено кілька кандидатів у коричневі карлики, але жоден з них не був підтверджений. Аж до 1994 року існування коричневих карликів ставилося під сумнів і було предметом наукових суперечок. Нарешті, в 1995 були підтверджені незалежні відкриття перших коричневих карликів:
- Тейде 1 у Плеядах був відкритий у січні 1994 року, а до грудня того ж року було визначено його досить низьку температуру. Надалі була підтверджена належність Тейде 1 до Плеяд, і, з урахуванням невеликого віку Плеяд з'ясувалося, що об'єкт з такими параметрами може бути тільки коричневим карликом. Стаття Рафаеля Реболо[en] і співавторів з цим відкриттям була опублікована в Nature 14 вересня 1995[10][11].
- PPl 15 — подвійний коричневий карлик з компонентами практично рівних мас, що також знаходиться в Плеядах. Цей об'єкт було відкрито 1989 року, а в листопаді 1994 року було отримано його спектр. Для перевірки, чи є PPl 15 коричневим карликом, був застосований літієвий тест. Ці результати, отримані Гібором Басрі[en] зі співавторами, були вперше представлені на науковій конференції Keck Science Meeting 14 вересня 1995, а також опубліковані в Astrophysical Journal[12][13].
- Глізе 229 B — супутник червоного карлика Глізе 229 A. Коричневий карлик був відкритий у жовтні 1994 року при спостереженнях червоного карлика, при цьому був виявлений дуже червоний колір Глізе 229 B, не характерний для зір. У листопаді 1995 року Тадасі Накадзіма та співавтори опублікували статтю в Nature про це відкриття[14][15]. Пізніше тією ж групою вчених було досліджено спектр Глізе 229 B, у якому було виявлено лінії метану, що вказувало дуже низьку температуру об'єкта і таким чином підтверджувало, що це коричневий карлик. У грудні 1995 року було опубліковано статтю Ребекки Оппенгеймер[en] і співавторів у Science, присвячена цьому дослідженню[14][16].

Серед цих відкриттів науковою спільнотою найбільш швидко й однозначно було прийнято останнє, і першим підтвердженим коричневим карликом зазвичай вважають Глізе 229 B.

### Подальше вивчення
З відкриттям коричневих карликів були введені спектральні класи L і T. Спочатку не були відомі карлики холодніше класу T, але був зроблений висновок, що в спектрах холодніших карликів повинні бути наявні спектральні лінії аміаку. Для них був виділений клас Y, першим відкритим об'єктом цього класу став WD 0806-661 B, відкритий у 2011 році з масою близько 7MJ.
Після відкриття коричневих карликів поліпшувалися і теоретичні моделі цих об'єктів. Зокрема, була докладніше описана їхня внутрішня структура з урахуванням більш точного рівняння стану речовини в них і були розроблені точніші моделі їх атмосфер, що враховують, серед іншого, наявність пилу та хмар. В результаті були отримані детальніші моделі еволюції коричневих карликів.
Відкриттю великої кількості коричневих карликів сприяли огляди неба в інфрачервоній області спектру, такі як DENIS, 2MASS та SDSS, а також UKIDSS. Велика кількість холодних коричневих карликів була відкрита космічним інфрачервоним телескопом WISE. Станом на 2019 рік відомо понад 11 тисяч коричневих карликів.

## Характеристика

### Визначення
Коричневі карлики — це субзоряні об'єкти, за фізичними характеристиками проміжні між планетами та зорями. На відміну від планет, вони можуть підтримувати термоядерні реакції у своїх надрах. Однак, на відміну від зір, коричневі карлики ніколи не досягають потужності енерговиділення в реакціях, достатньої для того, щоб компенсувати витрати на власну світність. Вони випромінюють за рахунок стискання й поступово тьмяніють, не виходячи на сталу світність. Це визначає граничні значення мас коричневих карликів: максимальна маса становить 0,075M☉ (75MJ) для об'єктів із сонячним хімічним складом, а мінімальна прийнята рівною 0,013M☉ (або 13MJ) як мінімальна маса для горіння дейтерію, хоча ці значення дещо змінюються залежно від хімічного складу. У зв'язку з цим коричневі карлики іноді називають «невдалалими зорями» (англ. failed star).
Іноді використовують інше визначення, яке відокремлює коричневі карлики від планет за походженням: коричневими карликами вважають об'єкти, що сформувалися подібно до зір. Згідно з цим визначенням, коричневими карликами вважаються також об'єкти, що сформувалися подібно до зір, але мають масу менше 13MJ і нездатні підтримувати термоядерні реакції. Навпаки, масивніші об'єкти, що сформувалися як планети, під це визначення не підходять і іноді не вважаються коричневими карликами. Проте Робоча група з позасонячних планет (англ. Working Group on Extrasolar Planets) Міжнародного астрономічного союзу ухвалила рішення використовувати як межу між планетами та коричневими карликами саме можливість горіння дейтерію в об'єкті. Об'єкти ж, сформовані подібно до зір, але з меншою масою, називаються субкоричневими карликами.

### Загальні параметри
У наймасивніших коричневих карликів світність у перші мільйони років життя не перевищує 0,04L☉, а температура зазвичай становить менше 2800 K. У менш масивнних об'єктів ці значення ще нижче, крім того, з часом температура і світність зменшуються. Так, наприклад, типовий коричневий карлик масою 0,04M☉ та віком 1 мільярд років матиме температуру близько 1270 K, а світність ― 2 × 10−5 L☉, а температура найхолодніших із відомих коричневих карликів становить 300 K. Коричневі карлики випромінюють, в основному, в інфрачервоному діапазоні, їхній видимий колір — темно-червоний. Радіуси цих об'єктів близькі до радіуса Юпітера. Як і в зір, у деяких коричневих карликів є планети.
Також примітно швидке обертання коричневих карликів: період обертання деяких з них становить близько 2 годин, а швидкість обертання близька до першої космічної швидкості. Коричневі карлики, як і зорі, набувають такої швидкості обертання нід час формуванні, але, на відміну від них, не втрачають кутовий момент надалі: їхні атмосфери не мають заряду, тому коричневі карлики не відчувають магнітного гальмування.

### Відмінності від зір
Центральна температура наймасивніших коричневих карликів може сягати 3 × 106 K. Центральна густина з часом може досягати × 103 г/см3. Для порівняння, у Сонця ці параметри становлять відповідно 1,5 × 107 K та × 102 г/см3. За таких умов у центральних областях можуть проходити термоядерні реакції.
За умов, які досягаються в ядрах таких об'єктів, їх стисканню з певного моменту перешкоджає внутрішній тиск. Для масивних коричневих карликів він викликаний електронним виродженням, як і в білих карликів, — енергія Фермі може більш ніж на порядок перевищувати теплову енергію частинок. Для маломасивних коричневих карликів основний внесок у тиск дає кулонівське відштовхування частинок, як у надрах планет. У будь-якому випадку, власне тяжіння коричневих карликів урівноважується тиском виродженого газу, і, таким чином, радіуси коричневих карликів дуже слабко залежать від їх мас — як {\displaystyle R\propto M^{-1/8}} та близькі до радіусу Юпітера. Водень у їх ядрах знаходиться у металевому стані. Також можливе існування коричневих карликів з твердими ядрами, як у планет.
Коричневі карлики повністю конвективні, як і маломасивні зорі. Виняток становлять лише найхолодніші коричневі карлики, в яких конвекція також відіграє важливу роль, але не поширюється до поверхні об'єкта.
В атмосферах коричневих карликів температури досить низькі, у них можуть існувати молекули та формуватися частинки пилу. За температур менше 2500 K в атмосферах коричневих карликів можуть утворюватися хмари. Ймовірно, через швидке обертання коричневих карликів хмари повинні утворювати візерунок, подібний до того, що спостерігається у Юпітера, а в атмосферах відбуваються метеорологічні явища, подібні до тих, що мають місце у планет-гігантів.

### Нуклеосинтез
Як і в зорях, у коричневих карликах можуть відбуватися деякі термоядерні реакції. В першу чергу це горіння дейтерію, яке досягається навіть у найменш масивних коричневих карликах, і необхідна температура для якого — 5 × 105 K. Досить масивні коричневі карлики з масами понад 0,055-0,060M☉ також здатні підтримувати горіння літію, для якого температура в ядрі повинна становити не менше ніж 2 × 106 K. Однак дейтерій і літій досить рідкісні елементи і швидко вичерпуються в реакціях. Найбільш масивні коричневі карлики, з масами понад 0,060-0,065M☉ здатні досягати центральних температур 3 × 106 K і спалювати водень у своїх надрах, але, на відміну від зір, у коричневих карликах горіння водню через невеликий час після початку припиняється.
| Тип об'єкту       | Маса (M☉)   | Термоядерний синтез | Термоядерний синтез | Наявність елементів | Наявність елементів |
| Тип об'єкту       | Маса (M☉)   | H → He              | D → He              | Li                  | D                   |
| ----------------- | ----------- | ------------------- | ------------------- | ------------------- | ------------------- |
| Зоря              | 0,1-0,075   | Тривалий            | Короткий            | Немає               | Немає               |
| Коричневий карлик | 0,075-0,065 | Короткий            | Короткий            | Є                   | Немає               |
| Коричневий карлик | 0,065-0,013 | Немає               | Короткий            | Є                   | Немає               |
| Планета           | < 0,013     | Немає               | Немає               | Є                   | Є                   |

### Поширеність
Через невисоку яскравість коричневих карликів їх виявлення та визначення їхньої поширеності є досить важкою задачею. За даними Gaia, в межах 10 парсеків від Землі налічується 85 коричневих карликів і три кандидати в коричневі карлики, а зір у цій області знаходиться 373. До виявлення перших коричневих карликів існувала гіпотеза, що вони можуть бути кандидатами на роль баріонної темної матерії у Всесвіті, але після їх виявлення та перших оцінок їх поширеності стало зрозуміло, що вони складають лише малу частину маси Чумацького Шляху і не можуть становити значної частини маси темної матерії.
Найчастіше коричневі карлики є одиночними, до подвійних систем належать близько 20 %. Особливість таких систем полягає в тому, що практично у всіх з них відстань між зорею та коричневим карликом становить понад 3 астрономічні одиниці. На відміну від коричневих карликів, зорі в подвійних системах нерідко розташовуються близько одна до одної, як і планети-гіганти до зір. Така особливість отримала назву «пустелі коричневих карликів».
Початкова функція мас коричневих карликів є продовженням початкової функції мас маломасивних зір.

## Спостережні особливості
Незважаючи на фізичну відособленість коричневих карликів від зір і планет, відрізнити ці об'єкти від коричневих карликів практично буває важко, якщо неможливо виміряти масу за орбітальними параметрами в подвійних системах. Наприклад, у спектрах коричневих карликів та зір немає помітних спектральних особливостей, за допомогою яких можна однозначно розрізняти зорі та коричневі карлики.

### Відмінності від зір
Оскільки коричневі карлики та маломасивні зорі повністю конвективні, хімічний склад на їхній поверхні такий саме, яу у центрі. Таким чином, теоретично, за наявності або відсутності тих чи інших елементів можна розрізняти зорі і коричневі карлики.
Так, наприклад, термін згоряння літію зменшується зі зростанням маси об'єкта і в маломасивних зорях становить близько 100 мільйонів років. Значить, наявність цього елемента в більш старому об'єкті буде ознакою того, що це коричневий карлик, і, навпаки, відсутність літію в молодому об'єкті вказує на те, що це маломасивна зоря. Подібна методика отримала назву літієвого тесту (англ. lithium test). Проте, літієвий тест недосконалий, оскільки вік об'єкта не завжди можливо визначити. Відмінною рисою досить старих коричневих карликів є наявність метану.
Крім того, маломасивні зорі мають світності порядку × 10−4 L☉, отже, об'єкти з меншими світностями є коричневими карликами. Однак протилежне неправильно: на ранніх стадіях еволюції, поки коричневий карлик стискається і спалює дейтерій у надрах, він може бути значно яскравішим і його світність може досягати 0,04L☉. Тому світність не завжди однозначно визначає тип об'єкта.

### Відмінності від планет
Радіуси коричневих карликів близькі до радіусів планет-гігантів, але коричневі карлики мають більшу масу і, отже, більшу густину і прискорення вільного падіння. Це дозволяє розрізняти планети та коричневі карлики спектроскопічно: наприклад, більше прискорення вільного падіння призводить до більшої ширини ліній поглинання. Крім того, коричневі карлики можуть бути джерелами рентгенівського випромінювання.

## Спектри та класифікація
Через низьку поверхневу температуру коричневі карлики мають темно-червоний колір, а в їх спектрах спостерігаються молекулярні смуги поглинання. У спектральній класифікації коричневі карлики включають до класів M, L, T, Y — від найгарячіших до найхолодніших. При цьому до класів M і L можуть належати не тільки коричневі карлики, а й зорі.

### Клас M
Наймолодші й досить масивні коричневі карлики мають відносно високу температуру — понад 2500 K, і належать до класу M. Зовні вони схожі з червоними карликами, хоча відрізняються більшим радіусом, бо ще не встигли стиснутись. Вони належать до пізніх підкласів класу M, від M7 до M9.
Клас M характеризується в першу чергу смугами поглинання TiO, а також інших молекул: VO, MgH, CaH, CrH, FeH і CaOH. Також спостерігаються лінії таких елементів як Ca II, Mg I, Na I, K I, Rb I, Cs I. Як правило, точний підклас класу M визначається за інтенсивністю смуг TiO.
До спектрального класу M належить, наприклад, коричневий карлик Тейде 1 підкласу M8.

### Клас L
До класу L належать холодніші коричневі карлики з температурами від 1300 до 2500 K. Цей клас заповнений не тільки коричневими карликами: досить старі зорі з масами менше 0,085M☉ також можуть належати класу L. Підкласи L — від раннього L0 до найпізнішого L8.
У спектрах класу L домінують лінії лужних металів: Na I, K I, Rb I, Cs I і іноді Li I. У ранніх підкласах L також виражені лінії TiO, VO та гідридів, як у класі M. У середніх підкласів найбільшої інтенсивності досягають лінії Na I і K I, а лінії TiO та VO практично зникають. У пізніх підкласів L зникають також лінії гідридів, але з'являються лінії води.
Приклад коричневого карлика класу L — GD 165 B, його підклас — L4.

### Клас T
До класу T включають коричневі карлики з температурами від 600 до 1300 K. Імовірно, спектри таких коричневих карликів мають бути схожими на спектри гарячих юпітерів — позасонячних газових гігантів, розташованих близько до своєї зорі. Підкласи T — від T0 до T8.
Відмітна риса коричневих карликів цього класу — смуги поглинання метану, тому їх також називають метановими карликами. Крім смуг метану, у спектрах таких об'єктів також спостерігаються смуги поглинання води та лінії лужних металів. Лінії CO помітні в спектрах ранніх підкласів T, але зникають в пізніх підкласах.
До класу T відноситься, наприклад, Глізе 229 B. Підклас цього об'єкта — T7.

### Клас Y
Найхолодніші коричневі карлики, з температурами нижче 600 K, відносяться до класу Y. Спектроскопічно вони відрізняються від класу T наявністю ліній аміаку, також у їх спектрах сильні лінії води.
Прикладом коричневого карлика класу Y може бути WISE 1541-2250 підкласу Y0.

Коричневі карлики в уяві художника
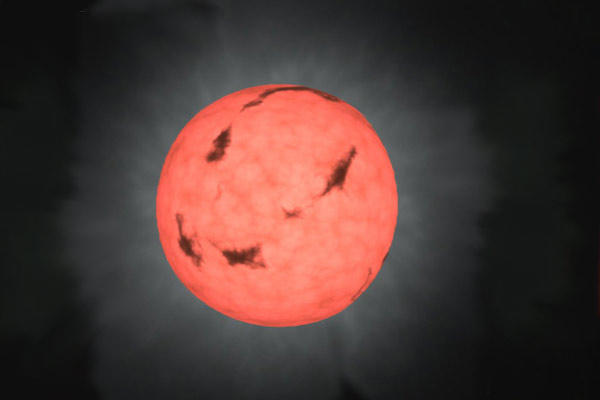
Клас M
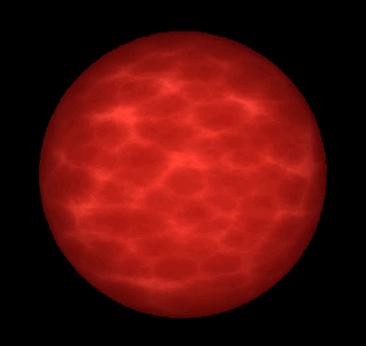
Клас L
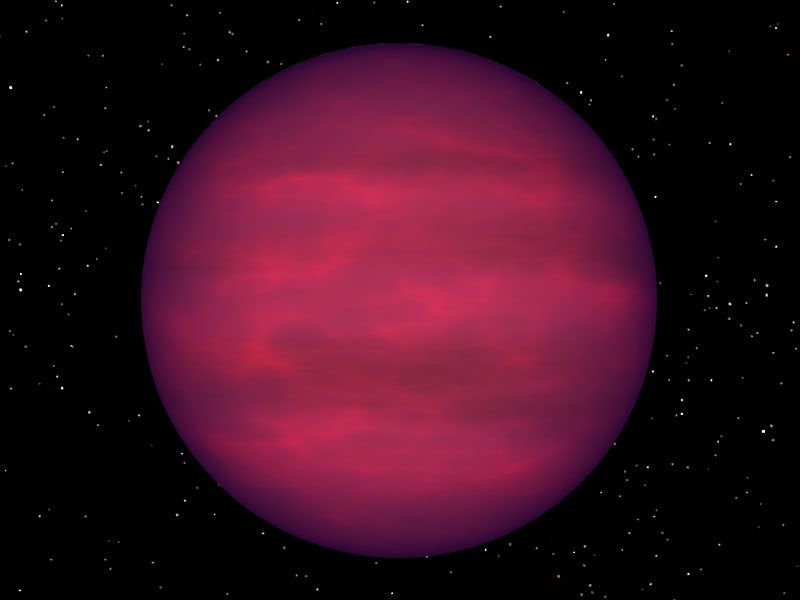
Клас T
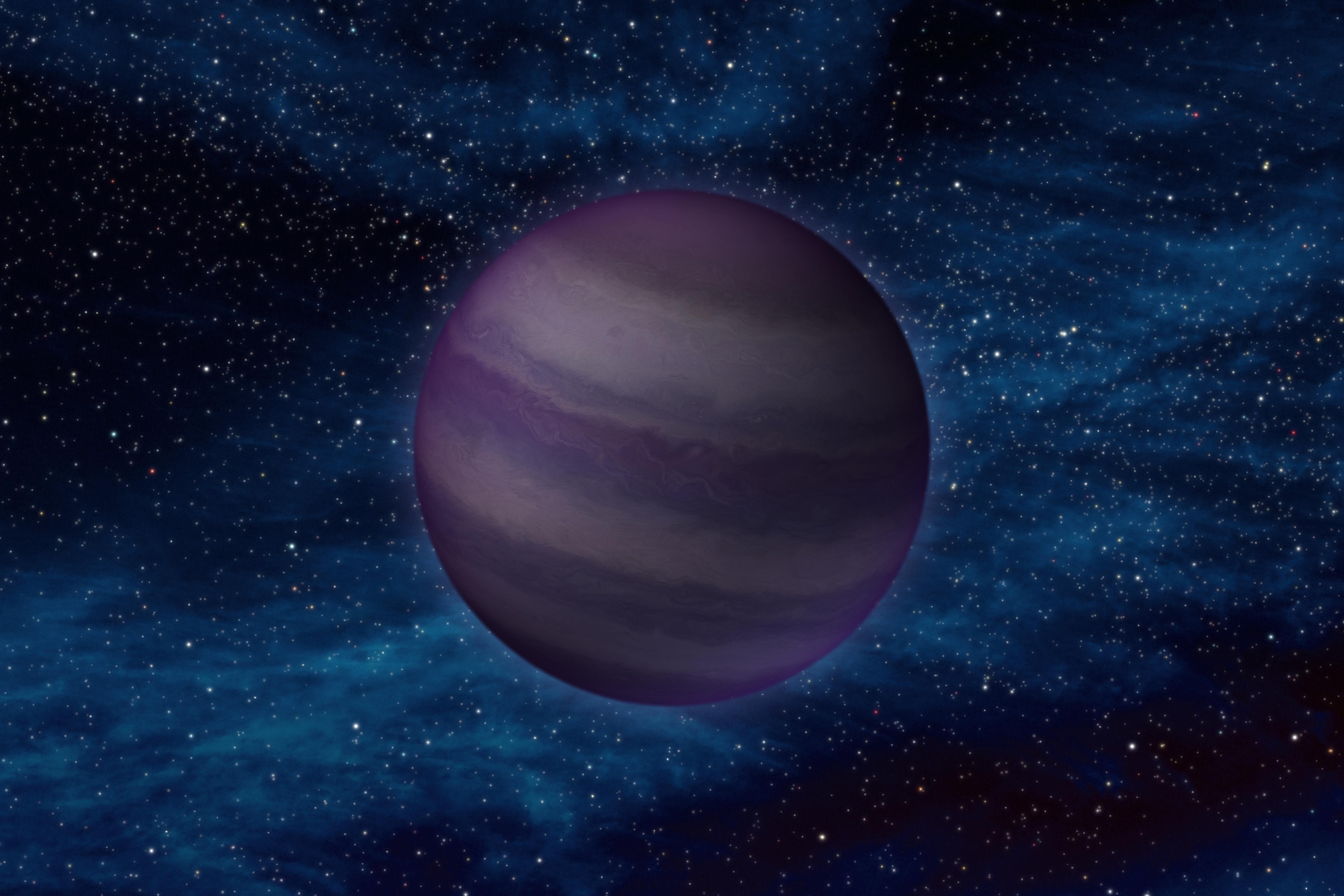
Клас Y

## Еволюція

### Утворення
Коричневі карлики утворюються так, як і зорі: шляхом колапсу молекулярних хмар, на що вказує, зокрема, наявність акреційних дисків у деяких із них. Маси молекулярних хмар, які можуть почати колапс, становлять не менше 1000 M☉, але при стисканні хмари фрагментуються і в результаті утворюються протозорі меншої маси. Теоретична нижня межа маси об'єкта, що може так сформуватися — 1-5MJ, але реальний механізм, який призводить до виокремлення об'єктів з масами коричневих карликів та маломасивних зір, досі не повністю зрозумілий. Існують різні теорії, покликані пояснити це явище, в їх основі можуть бути такі ідеї:
- Припливні сили всередині хмари й висока швидкість руху протозір у ній заважають маломасивним протозорям зібрати всю масу свого фрагмента шляхом акреції;
- Тісні зближення протозір призводять до того, що деякі з них викидаються з області зореутворення і передчасно припиняють акрецію;
- Іонізуюче випромінювання OB-зір здуває оболонки маломасивних протозір до завершення акреції;
- Турбулентність у хмарі призводить до виділення фрагментів різних мас, найменші з яких мають маси коричневих карликів та маломасивних зір.

Ці сценарії однаково добре передбачають багато спостережуваних параметрів, зокрема, початкову функцію мас і поширеність подвійних систем. Однак найбільш ймовірним сценарієм утворення коричневих карликів вважаєтьс останній, бо він поснює можливість формування коричневих карликів як у подвійних системах, так і окремо, а також їхню поширеність незалежно від наявності поблизу OB-зір. Проте, імовірно, інші сценарії також дають певни внесок у формування коричневих карликів.
Також існує й інша теорія, за якою коричневі карлики можуть утворюватися в масивних навколозоряних дисках, як і планети, а потім викидатися в навколишній простір. Цей сценарій описує формування об'єктів невеликої маси, які можуть мати тверде ядро і також здатні надалі підтримувати горіння дейтерию, якщо їхня маса перевищує приблизно 13 MJ.

### Подальша еволюція

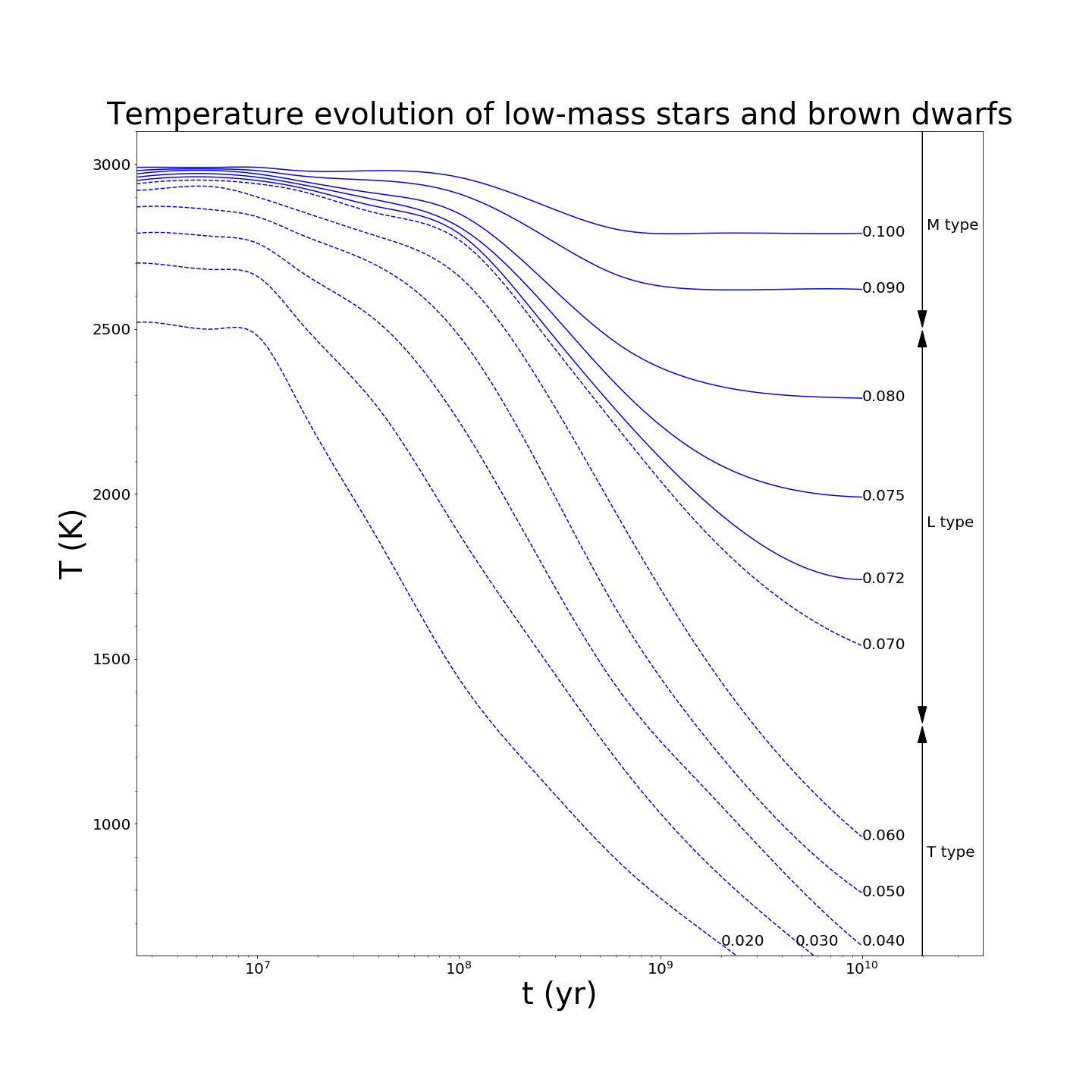
Зміна температури та спектрального класу з часом у коричневих карликів та маломасивних зір. Коричневим карликам відповідають пунктирні лінії, число біля кожної лінії — маса в

У певний момент і в зорях, і в коричневих карликах починаються термоядерні реакції. Першою такою реакцією стає горіння дейтерію: у наймасивніших коричневих карликах воно триває 4 мільйони років, а в найменш масивних — 50 мільйонів років. Граничну масу для цієї реакції приймають на рівні 13MJ, однак границя не є чіткою і зменшується зі зростанням металічності, змінюючись в межах від 11 до 16MJ.
Під час горіння дейтерію радіус та світність коричневих карликів, як і зір, залишається практично незмінною, а горіння дейтерію компенсує значну частину витрат енергії на світність: наприклад, у коричневому карлику масою 0,04M☉ віком 3 мільйони років потужність енерговиділення в ядерних реакціях становить 93 % від його світності.
Після вичерпання дейтерію коричневі карлики та маломасивні зорі продовжують стискатися. При цьому виділяється енергія, що витрачається на випромінювання. Світність при цьому зменшується, а температура може зменшуватися або залишатися практично незмінною. Через якийсь час в об'єктах, що стають зорями, починається ядерне горіння водню, яке з певного моменту повністю врівноважує витрати енергії на випромінювання. Через це зоря припиняє стискатися і виходить на головну послідовність — у найменш масивних зір цей процес займає понад мільярд років. Гранична маса, за якої відбувається перехід, називається межею Кумара і залежить від хімічного складу. За сучасними оцінками, вона може приймати значення 0,064—0,087M☉ (64-87MJ).
На відміну від зір, стисканню коричневих карликів з певного моменту починає перешкоджати виродження речовини або кулонівське відштовхування. До цього моменту вони не здатні стиснутися настільки сильно, щоб горіння водню призвело до рівноваги, хоча в принципі наймасивніші з них можуть деякий час підтримувати цю реакцію. Після того, як стискання припиняється, коричневий карлик виявляється позбавленим джерел енергії та висвічує власну теплову енергію. Коричневий карлик остигає і тьмяніє, перетворюючись на чорний карлик. При цьому пізня еволюція коричневих карликів виявляється подібною до еволюції білих карликів.
Охолоджуючись, коричневі карлики змінюють свій спектральний клас. Так, наймолодші і досить масивні коричневі карлики віком у кілька мільйонів років і менше, відносяться до класу M. Більш старі коричневі карлики відносяться до класу L: маломасивні карлики належать цьому класу до віку близько 108 років, а час перебування у цьому класі досить масивних карликів сягає 1010 років. Після цього коричневі карлики переходять у клас T, а потім у Y.

## Придатність для життя
Коричневі карлики невеликої маси можуть мати достатньо низькі температури, щоб на них могла існувати вода в рідкому стані. Отже, такі об'єкти можуть бути придатні для життя, яке використовує інфрачервоне випромінювання коричневого карлика. Хоча на цих об'єктах високе прискорення вільного падіння (іноді на два порядки більше, ніж на Землі), це не виключає можливість розвитку життя: навіть деякі земні організми здатні виносити такі перевантаження. Відсутність твердої поверхні у коричневих карликів може заважати розвитку життя, але не виключено, що організми можуть, наприклад, плавати в атмосфері. Також перешкоджати появі життя на коричневих карликах може нестача калію, кальцію та заліза, необхідних для перебігу біологічних процесів.
Планети, що обертаються навколо коричневих карликів, можуть перебувати в зоні, придатній для життя. Для цього коричневий карлик має бути досить масивним — не менше 40MJ, оскільки маломасивні карлики швидко тьмяніють і їхні планети опиняються поза зоною життя за час, недостатній для розвитку життя. Крім того, маломасивні коричневі карлики створюють дуже мало ультрафіолетового випромінювання, необхідного для розвитку життя.

## Виноски
1. 1 2  Для маси понад 0,055—0,060 M☉ — тільки на початку.
2. ↑  Римскі цифри після позначення елемента означають ступінь його іонізації: I — нейтральний атом, II — одноразово іонізованний атом, III — двічі іонізований, і т. д.